# ウェスタン・ユナイテッドFC
ウェスタン・ユナイテッド・フットボール・クラブ（英: Western United Football Club）は、オーストラリアのビクトリア州、メルボルン西部地方をホームタウンとする、オーストラリアプロサッカーリーグ（Aリーグ）に加盟するプロサッカークラブ。
ソロモン諸島にも同名のクラブが存在するが、関係性は無い。

## 概要
2018年2月、オーストラリアサッカー連盟（FFA）は、Aリーグのクラブ数を現行の10クラブから12クラブへ拡大することを表明。約10か月に及ぶ審査プロセスを経て、クラブの支援コンソーシアムであるウェスタン・メルボルン・グループは、新規参入クラブの一つとして、2019-20シーズンからリーグへ参戦することがFFAから承認された。
2019年2月、クラブの名称を「ウェスタン・ユナイテッドFC」とし、併せてクラブカラーが緑と黒となることが発表された。
クラブは、メルボルン西部郊外のターニットにスタジアムを建設し、2022-23シーズンから本拠地とする計画を示しているが、完成するまでの間はジーロングとバララットにある多目的スタジアムをそれぞれ使用する予定である。

## タイトル

### 国内タイトル
- Aリーグ・メン・ファイナルシリーズ：1回
  - 2021-22

### 国際タイトル
- なし

## 過去の成績
| シーズン | ディビジョン  | ディビジョン | ディビジョン | ディビジョン | ディビジョン | ディビジョン | ディビジョン | ディビジョン | ディビジョン | ディビジョン | FFAカップ |
| シーズン | リーグ        | 試           | 勝           | 分           | 敗           | 得           | 失           | 点           | 順位         | ファイナル   | FFAカップ |
| -------- | ------------- | ------------ | ------------ | ------------ | ------------ | ------------ | ------------ | ------------ | ------------ | ------------ | --------- |
| 2019-20  | Aリーグ       | 26           | 12           | 3            | 11           | 46           | 37           | 39           | 5位          | 準決勝敗退   |           |
| 2020-21  | Aリーグ       | 26           | 8            | 4            | 14           | 30           | 47           | 28           | 10位         |              |           |
| 2021-22  | Aリーグ・メン | 26           | 13           | 6            | 7            | 40           | 30           | 45           | 3位          | 優勝         | ベスト32  |
| 2022-23  | Aリーグ・メン |              |              |              |              |              |              |              | 位           |              |           |

## 現所属メンバー
2021年11月28日現在 
注：選手の国籍表記はFIFAの定めた代表資格ルールに基づく。
| No. | Pos. |                | 選手名                         |
| --- | ---- | -------------- | ------------------------------ |
| 1   | GK   | イングランド   | ジェイミー・ヤング             |
| 4   | DF   | スイス         | レオ・ラクロワ                 |
| 5   | DF   | オーストラリア | ディラン・ピーリアス           |
| 6   | DF   | 日本           | 今井智基                       |
| 8   | FW   | オーストラリア | ラクラン・ウェールズ           |
| 9   | FW   | オーストラリア | ディラン・ウェンゼル＝ホールズ |
| 10  | MF   | オーストラリア | スティーブン・ルスティカ       |
| 11  | FW   | オーストラリア | コナー・ペイン                 |
| 12  | DF   | オーストラリア | ダリボル・マルコヴィッチ       |
| 13  | DF   | オーストラリア | イヴァン・ヴジカ               |
| 16  | MF   | スロベニア     | レネ・クルヒン                 |
| 17  | DF   | オーストラリア | ベンジャミン・ガルッチョ       |
| 19  | DF   | オーストラリア | ジョシュ・リズドン             |
| 21  | MF   | オーストラリア | セバスティアン・パスクアリ     |
| 23  | MF   | イタリア       | アレッサンドロ・ディアマンティ |

| No. | Pos. |                | 選手名                         |
| --- | ---- | -------------- | ------------------------------ |
| 25  | MF   | オーストラリア | ルーク・ジュゼル               |
| 26  | FW   | オーストラリア | ニコラス・ミラノヴィッチ       |
| 27  | MF   | オーストラリア | ジェリー・スコタディス         |
| 29  | MF   | オーストラリア | アヨム・マジョク               |
| 31  | MF   | オーストラリア | アディス・バイェウ             |
| 33  | DF   | オーストラリア | ベンジャミン・コリンズ         |
| 34  | FW   | オーストラリア | クリスティアン・テオハロウス   |
| 36  | DF   | オーストラリア | アジャク・デウ                 |
| 37  | GK   | オーストラリア | ライアン・スコット             |
| 38  | FW   | オーストラリア | ノア・ボティッチ               |
| 42  | MF   | オーストラリア | リース・ボジノフスキー         |
| 44  | DF   | オーストラリア | ニコライ・トポル＝スタンリー   |
| 88  | MF   | オーストラリア | ニール・キルケニー             |
| 99  | FW   | セルビア       | アレクサンダル・プリヨヴィッチ |

## 歴代監督
- マーク・ルダン 2019-2021
- ジョン・アロイージ 2021-

## 歴代所属選手

### DF
- アンドリュー・デュランテ 2019-2021
- エルサン・ギュリュム 2019-2020
- ジョシュ・リズドン 2019-
- 今井智基 2020-
- レオ・ラクロワ 2021-
- コナー・オトゥール 2023-

### MF
- アレッサンドロ・ディアマンティ 2019-
- ディラン・ピエリアス 2019-
- パナギオティス・コネ 2019-2021
- ジェームス・トロイージ 2019-2020, 2022-
- ビクトル・サンチェス・マタ 2020-2021
- トンゴ・ドゥンビア 2021-
- ニール・キルケニー 2021-
- レネ・クルヒン 2021-2022

### FW
- ベサルト・ベリーシャ 2019-2021
- スコット・マクドナルド 2019-2021
- コナー・ペイン 2019-
- ラクラン・ウェールズ 2020-
- アレクサンダル・プリヨヴィッチ 2021-